# Barbara Kelsch
Pour les articles homonymes, voir Kelsch (homonymie).
Barbara Kelsch est une actrice et directrice artistique française.
Essentiellement active dans le doublage, elle est notamment la voix française régulière de Milla Jovovich, Gwyneth Paltrow, Charlize Theron et Michelle Monaghan ainsi qu'une voix récurrente de Claire Danes.
Elle est la fille de l'acteur et directeur artistique français Michel Derain.

## Filmographie

### Cinéma
- Embrassez qui vous voudrez de Michel Blanc (2002)

### Télévision
- 1995
  - Julie Lescaut, épisode 6 saison 4, Bizutage d'Alain Bonnot : une interne
  - Baldipata
  - L'Allée du Roi
- 1996
  - Vérité oblige[1]
- 1997
  - Le Diable en Sabots
- 1999
  - Les Cordier, juge et flic

### Voix off
- 1995 : "Escape"  (Publicité, avec Milla Jovovich) [2]

## Doublage

### Cinéma

#### Films
- Milla Jovovich dans (26 films) :
  - Le Cinquième Élément (1997) : Leeloo
  - He Got Game (1998) : Dakota Burns (1er doublage)
  - Jeanne d'Arc (1999) : Jeanne d'Arc
  - The Million Dollar Hotel (2000) : Eloise
  - Rédemption (2000) : Lucia
  - You Stupid Man (2001) : Nadine
  - Resident Evil (2002) : Alice
  - Sans motif apparent (2002) : Erin
  - Resident Evil: Apocalypse (2004) : Alice
  - Ultraviolet (2006) : Violet
  - Calibre 45 (2006) : Kate
  - Resident Evil: Extinction (2007) : Alice
  - Escapade fatale (2009) : Cydney Karswell Anderson
  - Phénomènes paranormaux (2009) : Milla / Abbey
  - Resident Evil: Afterlife (2010) : Alice
  - Stone (2010) : Lucetta
  - Faces (2011) : Anna Marchant
  - Les Trois Mousquetaires (2011) : Milady de Winter
  - Resident Evil: Retribution (2012) : Alice
  - Anarchy: Ride or Die (2014) : la reine
  - Survivor (2015) : Kate Abbot
  - Resident Evil : Chapitre final (2017) : Alice / Alicia Marcus
  - Future World (2018) : Druglord
  - Hellboy (2019) : Nimue / La Reine de Sang
  - Paradise Hills (2019) : la duchesse
  - Monster Hunter (2020) : la capitaine Natalie Artemis

- Gwyneth Paltrow dans (21 films) :
  - Pile et Face (1998) : Helen Quilley
  - De grandes espérances (1998) : Estella
  - Shakespeare in Love (1998) : Viola De Lesseps
  - Duos d'un jour (2000) : Liv
  - La Famille Tenenbaum (2001) : Margot Tenenbaum
  - L'Amour extra-large (2001) : Rosemary Shanahan
  - Possession (2002) : Maud Bailey
  - Hôtesse à tout prix (2003) : Donna Jensen
  - Scandaleusement célèbre (2006) : Peggy Lee
  - Courir avec des ciseaux (2006) : Hope Finch
  - Iron Man (2008) : Pepper Potts
  - Two Lovers (2008) : Michelle Rausch
  - Iron Man 2 (2010) : Pepper Potts
  - Country Strong (2011) : Kelly Canter
  - Contagion (2011) : Beth Emhoff
  - Avengers (2012) : Pepper Potts
  - Iron Man 3 (2013) : Pepper Potts
  - Charlie Mortdecai (2015) : Johanna Mortdecai
  - Spider-Man: Homecoming (2017) : Pepper Potts
  - Avengers: Infinity War (2018) : Pepper Stark
  - Avengers: Endgame (2019) : Pepper Stark / Rescue

- Charlize Theron dans (15 films) :
  - L'Associé du diable (1997) : Mary Ann Lomax
  - Mon ami Joe (1998) : Jill Young
  - Braquage à l'italienne (2003) : Stella Bridger
  - Nous étions libres (2004) : Gilda Bessé
  - L'Affaire Josey Aimes (2005) : Josey Aimes
  - Æon Flux (2005) : Æon Flux
  - Dans la vallée d'Elah (2007) : Emily Sanders
  - Hancock (2008) : Mary Embray
  - Young Adult (2011) : Mavis Gary
  - Dark Places (2015) : Libby Day
  - Mad Max: Fury Road (2015) : l'impératrice Furiosa
  - The Last Face (2016) : Dr Wren Petersen
  - Séduis-moi si tu peux ! (2019) : Charlotte Field
  - The Old Guard (2020) : Andy / Andromaque de Scythie
  - Doctor Strange in the Multiverse of Madness (2022) : Cléa
  - The Old Guard 2 (2025) : Andy / Andromaque de Scythie

- Michelle Monaghan dans (8 films) :
  - Mr. et Mrs. Smith (2005) : Gwen
  - Kiss Kiss Bang Bang (2005) : Harmony
  - Date Limite (2010) : Sarah Highman
  - Source Code (2011) : Christina Warren
  - Machine Gun (2011) : Lynn Childers
  - Pixels (2015) : Violet Van Patten
  - Sleepless (2017) : Jennifer Bryant
  - Sidney Hall (2017) : Mme Hall

- Claire Danes dans :
  - Mod Squad (1999) : Julie Barnes
  - Terminator 3 : Le Soulèvement des machines (2003) : Kate Brewster
  - Stage Beauty (2004) : Maria/Margaret Hughes
  - Stardust, le mystère de l'étoile (2007) : Yvaine

- Keri Russell dans :
  - Mesures exceptionnelles (2010) : Aileen Crowley
  - Dark Skies (2013) : Lacey Barrett

- Monica Potter dans :
  - Martha, Frank, Daniel et Lawrence (1998) : Martha
  - Autour de Lucy (2002) : Lucy

- Elliot Page dans :
  - X-Men : L'Affrontement final (2006) : Kitty Pryde
  - X-Men: Days of Future Past (2014) : Kitty Pryde

- Claire Forlani dans :
  - Boys and Girls (2000) : Jennifer
  - Antitrust (2001) : Alice Poulson

- Malin Åkerman dans :
  - Peace, Love et plus si affinités (2012) : Eva
  - 12 heures (2012) : Riley Jeffers

- Kate Hudson dans :
  - Comment se faire larguer en 10 leçons (2003) : Andie Anderson
  - Deepwater (2016) : Felicia Williams

- Tuva Novotny dans :
  - Annihilation (2018) : Cass Sheppard
  - Suicide Tourist (en) (2019) : Lærke

- 1995 : Extravagances : girl (Naomi Campbell)
- 1997 : Volte-face : Jamie Archer (Dominique Swain)
- 1998 : Urban Legend : Brenda Bates (Rebecca Gayheart)
- 1999 : Personne n'est parfait(e) : Tia (Daphne Rubin-Vega)
- 2000 : Bootmen : Linda (Sophie Lee)
- 2001 : Pearl Harbor : Barbara (Catherine Kellner)
- 2001 : Le Baiser mortel du dragon : Jessica (Bridget Fonda)
- 2001 : Joe La Crasse : Jill (Jaime Pressly)
- 2002 : Le Transporteur : Lai (Shu Qi)
- 2002 : Insomnia : Tanya Francke (Katharine Isabelle)
- 2002 : Cabin Fever : Marcy (Cerina Vincent)
- 2002 : Un nouveau Russe : Maria (Maria Mironova)
- 2002 : The Extremists : Kittie (Jana Pallaske)
- 2003 : Détour mortel : Francine (Lindy Booth)
- 2004 : N'oublie jamais : Sarah Tuffington (Heather Wahlquist)
- 2004 : Le Prince et Moi : Paige Morgan (Julia Stiles)
- 2005 : La Main au collier : June (Julie Gonzalo)
- 2005 : Le Territoire des morts : Slack (Asia Argento)
- 2005 : Sin City : Goldie / Wendy (Jaime King)
- 2005 : L'Exorcisme d'Emily Rose : Emily Rose (Jennifer Carpenter)
- 2006 : Lucky Girl : Maggie (Samaire Armstrong)
- 2006 : Arthur et les Minimoys : Arthur (Freddie Highmore)
- 2007 : En cloque, mode d'emploi : Allison Scott (Katherine Heigl)
- 2007 : Les Châtiments : Maddie McConnell (Andrea Frankle)
- 2007 : La Cité interdite : l'impératrice (Gong Li)
- 2009 : Underworld 3 : Le Soulèvement des Lycans : Sonja (Rhona Mitra)
- 2010 : And Soon the Darkness : Stephanie (Amber Heard)
- 2010 : Mother's Day : Julie Ross (Lisa Marcos)
- 2011 : X-Men : Le Commencement : Angel Salvadore (Zoë Kravitz)
- 2013 : White House Down : Mélanie (Rachelle Lefèvre)
- 2014 : Jupiter : Le Destin de l'univers : Katharine Dunlevy (Vanessa Kirby)
- 2015 : Everest : voix additionnelles
- 2016 : Mr. Right : Sophie (Katie Nehra)
- 2017 : Mudbound : Vera Atwood (Lucy Faust)
- 2017 : Acts of Vengeance : Alma (Paz Vega)
- 2017 : Vrais jumeaux, faux semblants : Emma (Anna Hutchison)
- 2018 : The Front Runner : Donna Rice (Sara Paxton)
- 2019 : Le Coup du siècle : Brigitte Desjardins (Ingrid Oliver)
- 2019 : After : Chapitre 1 : Carol Young (Selma Blair)
- 2021 : After : Chapitre 3 : Carol Young (Mira Sorvino)
- 2021 : Escape Game 2 : Le monde est un piège : ? ( ? )
- 2021 : Nous étions des chansons : ? ( ? )
- 2022 : The Batman : une agente [Qui ?]
- 2023 : Reptile : ? ( ? )

### Télévision

#### Téléfilms
- 2015 : Équations criminelles : Elena Lange (Annika Ernst)
- 2019 : Le Noël des héros : Jade Wilcox (Latarsha Rose)

#### Séries télévisées
- Lauren Ambrose dans :
  - Six Feet Under (2001-2005) : Claire Fisher (63 épisodes)
  - New York, unité spéciale (2013) : Vanessa Mayer (saison 14, épisode 24 et saison 15, épisode 1)
  - Dig (2015) : Debbie Morgan (mini-série)
  - X-Files : Aux frontières du réel (2016-2018) : l'agent spécial Einstein (saison 10, épisodes 5 et 6 puis saison 11, épisode 1)

- Anna Belknap dans :
  - Les Experts : Manhattan (2005-2013) : l'inspecteur Lindsay Monroe (172 épisodes)
  - Good Doctor (2018) : Cora Denoble (saison 1, épisode 16)

- Katheryn Winnick dans :
  - Esprits criminels (2006) : Maggie Lowe (saison 1, épisode 18)
  - Dr House (2007) : Eve (saison 3, épisode 12)

- Lourdes Benedicto dans :
  - V (2009-2010) : Valerie Stevens (10 épisodes)
  - NCIS : Enquêtes spéciales (2013) : Rebecca Chidis (saison 10, épisode 20)

- Charlize Theron dans :
  - The Orville (2017) : Pria Lavesque (saison 1, épisode 5)
  - The Boys (2022) : l'actrice jouant Stormfront dans le film Dawn of the Seven (saison 3, épisode 1)

- Gwyneth Paltrow dans :
  - The Chef Show Working (2019) : elle-même (émission)
  - The Politician (2019-2020) : Georgina Hobart

- 1994-1995 : Earth 2 : Bess Martin (Rebecca Gayheart) (21 épisodes)
- 1994-1996 / 1999 : Urgences : l'infirmière Connie Oligaro (Conni Marie Brazelton) (1re voix, saisons 1 et 2), Meg Corwin (Martha Plimpton) (1re voix)
- 2000-2002 : New York 911 : Alexandra « Alex » Taylor (Amy Carlson) (1re voix, saisons 2 et 3)
- 2005-2006 : Invasion : Christina (Elisabeth Moss) (5 épisodes)
- 2005-2006 : The Virgin Queen : Elizabeth Ire d'Angleterre (Anne-Marie Duff) (mini-série)
- 2006 : Dr House : Melinda Bardach (Michelle Trachtenberg) (saison 2, épisode 16)
- 2006 : Les Maîtres de l'horreur : Stacia (Fairuza Balk) (saison 1, épisode 11)
- 2007-2012 : The Killing : Sarah Lund (Sofie Gråbøl) (40 épisodes)
- 2009 : Kings : Thomasina (Marlyne Barrett) (12 épisodes)
- 2010 : Dexter : Emily Birch (Angela Bettis) (saison 5, épisodes 10 et 11)
- 2010 : Entourage : Alex (Dania Ramírez) (9 épisodes)
- 2012 : Being Human : Suren (Dichen Lachman) (7 épisodes)
- 2013 : Drop Dead Diva : Nicole Hamill (Annie Ilonzeh) (7 épisodes)
- 2014 : Girls : Karen (Jessica Williams) (saison 3, 4 épisodes)
- 2015-2017 : X Company : Aurora Luft (Evelyne Brochu) (28 épisodes)
- 2016-2021 : Blacklist : Katarina Rostova jeune (Lotte Verbeek) (7 épisodes), Katarina Rostova âgée (Laila Robins) (16 épisodes)
- 2017 : The Crown : Eileen Parker (Chloe Pirrie) (saison 2, épisodes 1 à 3)
- 2019 : Il Processo : Elena Guerra (Vittoria Puccini)
- 2019 : Black Summer : Rose (Jaime King) (1re voix, saison 1)
- 2019 : Legion : Gabrielle (Stephanie Corneliussen)
- 2020 : Freud : Fanny (Alina Fritsch) (5 épisodes)
- 2022 : Les origines du péché : Olivia Winfield Foxworth (Jemima Rooper) (mini-série)
- 2022 : Sous la braise : Ester (Anna Salas) (13 épisodes)
- 2023 : Full Circle : Sam Browne (Claire Danes) (mini-série)
- 2023 : The Changeling : ? ( ? )

#### Séries d'animation
- 2019 : Love, Death and Robots : Greta
- 2021 : What If...? : Pepper Potts[3] (saison 1, épisode 6)
- 2022 : JoJo's Bizarre Adventure : Stone Ocean : la belle-mère de Weather

### Jeux vidéo
- 1998 : Le Cinquième Élément : Leeloo[4]
- 2005 : Æon Flux : Æon Flux[5]
- 2013 : Dishonored : La Lame de Dunwall : Delilah Copperspoon
- 2013 : Dishonored : Les Sorcières de Brigmore : Delilah Copperspoon
- 2014 : Watch Dogs : voix additionnelles
- 2016 : Overwatch : la Reine de Junkertown et la pilote de Blackwatch
- 2016 : Dishonored 2 : Delilah Copperspoon

### Direction artistique
Films
- 2016 : La Cinquième Vague
- 2016 : Instinct de survie
- 2018 : Kin : Le Commencement
- 2020 : Ma belle-famille, Noël et moi
- 2023 : La Probabilité statistique de l'amour au premier regard

Séries télévisées
- 2018 : Here and Now (avec Béatrice Delfe)
- 2019-2020 : The Politician (avec Béatrice Delfe)